# 475 (numero)
Quattrocentosettantacinque (475) è il numero naturale dopo il 474 e prima del 476.

## Proprietà matematiche
- È un numero dispari.
- È un numero composto.
- È un numero difettivo.
- È un numero fortunato.
- È un termine della successione di Mian-Chowla.
- È parte delle terne pitagoriche (132, 475, 493), (133, 456, 475), (285, 380, 475), (475, 840, 965), (475, 1140, 1235), (475, 4500, 4525), (475, 5928, 5947), (475, 22560, 22565), (475, 112812, 112813).

## Astronomia
- 475 Ocllo è un asteroide della fascia principale.
- NGC 475 è una galassia della costellazione dei Pesci.

## Astronautica
- Cosmos 475 è un satellite artificiale russo.